# Stichting voor Bodemkartering
De Stichting voor Bodemkartering ofwel Stiboka was een Nederlands instituut dat tot doel had bodemkarteringen uit te voeren, merendeels ten behoeve van de landbouw.
Het instituut werd in 1945 opgericht door prof. dr. C.H. Edelman, hoogleraar bodemkunde aan de toenmalige Landbouwhogeschool te Wageningen, en was een direct vervolg op karteringswerkzaamheden die Edelman in de Tweede Wereldoorlog met ondergedoken studenten in de Bommelerwaard had uitgevoerd en het werk dat de Wageningse bodemkundige dr. ir. W.A.J. Oosting tot zijn dood in 1942 had verricht. Stiboka was aanvankelijk gevestigd in Bennekom en vanaf 1967 in Wageningen. Het instituut was gevestigd in het nieuwe Staringgebouw, samen met het Instituut voor Cultuurtechniek en Waterhuishouding , het ILRI en de VAM gevestigd.
Edelman, die tot 1955 directeur was, bouwde Stiboka uit tot een gerenommeerd instituut. Voor de ruilverkavelingen werden talloze bodemkarteringen op een schaal van 1:10.000 vervaardigd. Eveneens verscheen een landsdekkende bodemkartering op een schaal van 1:50.000. Hij startte bovendien de publicatiereeks Boor en Spade, waarvan tussen 1948 en 1981 20 delen verschenen.
In 1946 nam Edelman de sociaal-geografe Alida Vlam als assistente aan. Zij zou de basis leggen voor het historisch-geografisch onderzoek in Wageningen, dat zich in 1988 met de aanstelling van de Stibokaan Jelle Vervloet als buitengewoon hoogleraar naar de Landbouwuniversiteit uitbreidde.
Stiboka fuseerde in 1989 met het Instituut voor Cultuurtechniek en Waterhuishouding, het Instituut voor Onderzoek van Bestrijdingsmiddelen en de afdeling Landschap van De Dorschkamp tot het DLO-Staring Centrum. Op zijn beurt ging dat in 2000 samen met het Instituut voor Bos- en Natuuronderzoek en het ILRI op in het tegenwoordige instituut Alterra.

## Bekende medewerkers
- Chris de Bont
- Henk de Bakker
- Cornelis Edelman
- Leendert Japhet Pons
- Hans Renes
- Jelle Vervloet
- Alida Vlam